# 完美長方體
完美長方體，又稱完美盒，指任意两顶点之间的距离（即棱長、面對角線和體對角線）都是整數的長方體。
求完美長方體的棱長，即求下列方程組之正整數解：
{\displaystyle a^{2}+b^{2}=d^{2}}
{\displaystyle b^{2}+c^{2}=f^{2}}
{\displaystyle c^{2}+a^{2}=e^{2}}
{\displaystyle a^{2}+b^{2}+c^{2}=g^{2}}
注：a、b、c是棱長，d、e、f是面對角線長，g是體對角線長。
它相当于在欧拉长方体问题上再添上了最后的这个条件。
截至2015年5月，還沒有找到任何完美長方體，亦未有人证明完美长方体不存在。經由電腦搜尋顯示，若存在完美長方體，其中一個邊長需大於3·1012，且最小邊長需大於1010。現時只找到一些接近完美盒，例如其中一邊是無理數，其他邊和對角線均為整數的例子，如：
棱長分別為672、153與104，其面對角線分別為{\displaystyle 3{\sqrt {52777}}}、680與185，體對角線為697。
另外，亦有面、體對角線均為整數，但棱長只有兩個是整數，另一條是無理數的例子。如：
棱長為18720、{\displaystyle {\sqrt {211773121}}}與7800這個例子。

## 完美平行六面體
一個完美平行六面體為邊長、面對角線長及體對角線長皆為整數的平行六面體。平行六面體的角度不需要是整數，故完美長方體可視為完美平行六面體的特例。在2009年發現了數十個完美平行六面體的例子。